# Leptobrachella juliandringi
Espèce
Leptobrachella juliandringi est une espèce d'amphibiens de la famille des Megophryidae.

## Répartition
Cette espèce est endémique de l'État de Sarawak en Malaisie orientale.

## Étymologie
Cette espèce est nommée en l'honneur de Julian Christopher Mark Dring.

## Publication originale
- Eto, Matsui & Nishikawa, 2015 : Description of a new species of the genus Leptobrachella (Amphibia, Anura, Megophryidae) from Borneo. Current Herpetology, Kyoto, vol. 34, p. 128–139.